# Usine Toyota de Burnaston
L’usine Toyota de Burnaston est une usine automobile du constructeur automobile japonais Toyota située près de Burnaston dans le Derbyshire au Royaume-Uni. Elle est gérée par Toyota Motor Manufacturing UK créée en 1989.

## Historique
La production démarre fin 1992 avec l'assemblage de la Toyota Carina E. L'usine assemble actuellement les Toyota Corolla et Suzuki Swace.
1 500 embauches ont été annoncées en 2011.
75 % de la production est exportée dans d'autres pays d'Europe.
En juin 2020, le cap des 4 500 000 voitures produites a été dépassée.

## Modèles produits

### Actuels
- Suzuki Swace (2020 - ) : break.
- Toyota Corolla (2018 - ) : berline.
- Toyota Corolla Touring Sports (2019 - ) : break.

### Anciens
- Toyota Corolla (1998 - 2007) : berlines 3 et 5 portes et break sous deux générations (E110/120).
- Toyota Auris (2007 - 2018) : berlines 3 et 5 portes et break sous deux générations (E150/180).
- Toyota Carina E (1992 - 1997) : berlines 4 et 5 portes, break.
- Toyota Avensis (1997 - 2018) : berlines 4 et 5 portes, break sous trois générations (T220/250/270). 1 936 572 unités produites[5].